# Non c'è amore più grande (film 1955)
Non c'è amore più grande è un film del 1955 diretto da Giorgio Bianchi.

## Trama
Mario e Luisa sono due giovani innamorati: lui proviene da una ricca famiglia calabrese; mentre lei, di umili origini, convive con la sorella indossatrice. Nonostante il padre di Mario neghi il suo consenso, i due riescono a coronare il loro sogno d'amore con il matrimonio;  subito però  iniziano i problemi: Mario non riesce a trovare lavoro e Luisa, per una caduta, perde il bambino che stava aspettando. 
Luisa è tanto disperata che nasconde la verità al marito. Quando questi ottiene un lavoro e parte per un lungo viaggio, lei, sempre più impaurita, convince un'altra donna disperata a cederle il suo bambino, sostituendo così  quello che a breve dovrebbe nascere.
Purtroppo il vero padre del piccolo esce di prigione e inizia a ricattare Luisa, che è costretta ad ammettere la verità . Tutti finiscono in tribunale, dove  fortunatamente  trovano dei giudici che affrontano con molta comprensione il caso e permettono alla coppia di prendere in adozione il bambino.

## Produzione
Film ascrivibile al filone dei melodrammi sentimentali strappalacrime (in seguito indicati con il termine neorealismo d'appendice dalla critica), all'epoca molto apprezzato dal pubblico italiano.
Il motivo conduttore del film è cantato da Franco Bolignari accompagnato dall'orchestra diretta da Armando Trovajoli.

## Distribuzione
Il film venne distribuito nel circuito cinematografico italiano il 7 agosto del 1955.
Venne in seguito distribuito anche in Francia, il 14 agosto del 1956 con il titolo Il n'y a pas de plus grand amour.

## Accoglienza
Il film ottenne un discreto successo di pubblico, risultando il 77° incasso della stagione cinematografica italiana 1955-1956.